# Acanosema
Acanosema is een geslacht van vliesvleugelige insecten uit de familie Diapriidae.

## Soorten
- A. nervosum (Thomson, 1859)
- A. rufum Kieffer, 1908
- A. tenuicornis (Kieffer, 1908)